# Gustavia hexapetala
Gustavia hexapetala är en tvåhjärtbladig växtart som beskrevs av James Edward Smith. Gustavia hexapetala ingår i släktet Gustavia och familjen Lecythidaceae. Inga underarter finns listade i Catalogue of Life.